# Bernhard Heinreichsberger
Bernhard Heinreichsberger (* 26. Oktober 1989 in St. Pölten) ist ein österreichischer Politiker (ÖVP) und seit März 2018 Abgeordneter zum Landtag in Niederösterreich. Seit November 2016 ist er Landesobmann der Jungen ÖVP Niederösterreich und von November 2017 bis 2021 Bundesobmann-Stellvertreter von Stefan Schnöll. Ab 2012 war er Bezirksobmann in seinem Heimatbezirk Tulln.

## Biografie

### Ausbildung und Beruf
Heinreichsberger wuchs in Mitterndorf in der Gemeinde Michelhausen im Bezirk Tulln auf. Er besuchte die Volksschule in Michelhausen und die Hauptschule in Heiligeneich und anschließend die Handelsakademie in Tulln. Im Anschluss leistete er seinen Präsenzdienst beim österreichischen Bundesheer am Fliegerhorst Brumowski in Langenlebarn und begann anschließend sein Bachelorstudium Unternehmensführung und E-Business Management am IMC Krems und danach sein Masterstudium Management-Controlling ebenfalls am IMC Krems, welches er 2018 mit Auszeichnung abschloss. 2021 absolvierte er eine Ausbildung zum landwirtschaftlichen Facharbeiter.

### Politik
Heinreichsberger ist seit 2007 Mitglied der Jungen ÖVP und engagiert sich seit einigen Jahren in Landes- und Bezirksvorständen der JVP. 2007 gründete er eine JVP-Ortsgruppe in seiner Heimatgemeinde Michelhausen und 2012 wurde er zum Bezirksobmann in seinem Heimatbezirk Tulln gewählt. 2013 kandidierte er erstmals für den Landtag in Niederösterreich und erreichte 554 Vorzugsstimmen. 2015 kandidierte er für den Gemeinderat und ist seither auch Jugend- und Bildungsgemeinderat. Seit 2016 ist der Landesobmann der Jungen ÖVP Niederösterreich. Im Herbst 2017 kandidierte er zum Nationalrat auf der Landesliste der Volkspartei Niederösterreich und erreichte 485 Vorzugsstimmen. 2018 kandidierte er zum Landtag in Niederösterreich und gewann das VP interne Rennen um das Jugendmandat mit 2.483 Vorzugsstimmen im Bezirk Tulln. Am 22. März 2018 wurde er im Landhaus zum Abgeordneten zum Landtag in Niederösterreich angelobt.

### Privates
Bernhard Heinreichsberger wurde als dritter Sohn geboren und lebt in Michelhausen. Er ist Mitglied bei der Freiwilligen Feuerwehr Michelhausen, beim ÖKB Michelhausen, er ist Urmitglied der Ö.k.a.V. Vitonia Krems im ÖCV und langjähriges Mitglied beim Club Alpbach Niederösterreich. 